# پیترادفوزی
پیترادفوزی (به ایتالیایی: Pietradefusi) یک کومونه در ایتالیا است که در استان آولینو واقع شده‌است. پیترادفوزی ۹ کیلومتر مربع مساحت و ۲٬۵۲۴ نفر جمعیت دارد و ۴۰۰ متر بالاتر از سطح دریا واقع شده‌است.